# Lijst van gemeentelijke monumenten in Beesd
De plaats Beesd, onderdeel van de gemeente West Betuwe, kent 29 gemeentelijke monumenten; hieronder een overzicht.
| Object                                       | Bouwjaar        | Architect          | Locatie             | Coördinaten                   | Nr.        | Afbeelding                                   |
| -------------------------------------------- | --------------- | ------------------ | ------------------- | ----------------------------- | ---------- | -------------------------------------------- |
| Boerderij Hoog-huis                          | 1800-1850       |                    | Achterstraat 38     | 51° 53' 6" NB, 5° 11' 24" OL  | 1960/WNG14 | Meer afbeeldingen                            |
| Grenspaal                                    | 1700-1800       |                    | De Paay bij 2       | 51° 53' 52" NB, 5° 10' 0" OL  | 1960/WNG15 | Upload foto                                  |
| Brouwerij                                    | 1800-1850       |                    | Havendijk 6         | 51° 53' 9" NB, 5° 11' 52" OL  | 1960/WNG20 | Brouwerij                                    |
| Winkel, woonhuis                             | 1875-1900       |                    | Havendijk 7         | 51° 53' 9" NB, 5° 11' 52" OL  | 1960/WNG21 | Winkel, woonhuis                             |
| Woonhuis                                     | 1875-1900       |                    | Havendijk 15        | 51° 53' 10" NB, 5° 11' 52" OL | 1960/WNG16 | Woonhuis                                     |
| Woonhuis                                     | 1800-1850       |                    | Havendijk 18        | 51° 53' 13" NB, 5° 11' 53" OL | 1960/WNG17 | Woonhuis                                     |
| Woonhuis                                     | 1600-1700       |                    | Havendijk 22        | 51° 53' 14" NB, 5° 11' 54" OL | 1960/WNG18 | Woonhuis                                     |
| Boerderij Het Slot                           | 1850-1875       |                    | Havendijk 27        | 51° 53' 13" NB, 5° 11' 51" OL | 1960/WNG19 | Boerderij Het Slot                           |
| Woonhuis                                     | circa 1910-1915 |                    | Middenstraat 3      | 51° 53' 10" NB, 5° 11' 49" OL | 1960/WNG22 | Woonhuis                                     |
| Tuin                                         |                 |                    | Middenstraat bij 44 | 51° 53' 5" NB, 5° 11' 31" OL  | 1960/WNG23 | Tuin                                         |
| Boerderij                                    | 1850-1875       |                    | Oude Waag bij 21    | 51° 53' 39" NB, 5° 11' 54" OL | 1960/WNG24 | Upload foto                                  |
| Joodse begraafplaats                         | 1850-1940       |                    | Parkweg bij 84      | 51° 53' 55" NB, 5° 11' 23" OL | 1960/WNG25 | Joodse begraafplaats                         |
| Woonhuis De Gansheuvel, voorhuis             | 1875-1900       |                    | Prinkel 1           | 51° 54' 4" NB, 5° 12' 48" OL  | 1960/WNG26 | Upload foto                                  |
| Begraafplaats                                | 1800-1850       |                    | Veerweg zn          | 51° 52' 59" NB, 5° 11' 15" OL | 1960/WNG27 | Begraafplaats                                |
| Boerderij                                    | 1900-1920       |                    | Voorstraat 12       | 51° 53' 7" NB, 5° 11' 49" OL  | 1960/WNG32 | Boerderij                                    |
| Pastorie                                     | 1876            |                    | Voorstraat 19       | 51° 53' 6" NB, 5° 11' 50" OL  | 1960/WNG33 | Pastorie                                     |
| Burgemeesterswoning                          | 1888            |                    | Voorstraat 35       | 51° 53' 5" NB, 5° 11' 45" OL  | 1960/WNG34 | Burgemeesterswoning                          |
| Spaarbank;bewaarschool                       | 1862            |                    | Voorstraat 42       | 51° 53' 5" NB, 5° 11' 43" OL  | 1960/WNG35 | Spaarbank;bewaarschool                       |
| Woonhuis                                     | circa 1880      |                    | Voorstraat 56       | 51° 53' 4" NB, 5° 11' 41" OL  | 1960/WNG36 | Woonhuis                                     |
| Winkel;Woonhuis met Neorenaissance invloeden | circa 1900      |                    | Voorstraat 65       | 51° 53' 3" NB, 5° 11' 38" OL  | 1960/WNG37 | Winkel;Woonhuis met Neorenaissance invloeden |
| Oude mannenhuis;bejaardenhuis                | circa 1900      |                    | Voorstraat 78       | 51° 53' 4" NB, 5° 11' 36" OL  | 1960/WNG38 | Oude mannenhuis;bejaardenhuis                |
| Woonhuis                                     | 1850-1875       |                    | Voorstraat 88       | 51° 53' 3" NB, 5° 11' 33" OL  | 1960/WNG39 | Woonhuis                                     |
| Consistorie en jeugdgebouw                   | 1960            | H.A. en G. Pothove | Voorstraat 90       | 51° 53' 3" NB, 5° 11' 31" OL  | 1960/WNG40 | Consistorie en jeugdgebouw                   |
| Woonhuis                                     | circa 1890      |                    | Voorstraat 100      | 51° 53' 2" NB, 5° 11' 28" OL  | 1960/WNG28 | Woonhuis                                     |
| Woonhuis                                     | circa 1890      |                    | Voorstraat 101      | 51° 53' 2" NB, 5° 11' 28" OL  | 1960/WNG29 | Woonhuis                                     |
| Woonhuis in Eclecticisme stijl               | circa 1890      |                    | Voorstraat 109      | 51° 53' 2" NB, 5° 11' 25" OL  | 1960/WNG30 | Woonhuis in Eclecticisme stijl               |
| Boerderij                                    | 1850-1875       |                    | Voorstraat 113      | 51° 53' 2" NB, 5° 11' 23" OL  | 1960/WNG31 | Boerderij                                    |
| Verenigingsgebouw Het Trefpunt               | 1900-1920       |                    | Wilhelminastraat 31 | 51° 53' 19" NB, 5° 11' 38" OL | 1960/WNG41 | Verenigingsgebouw Het Trefpunt               |